# Plinius den yngre

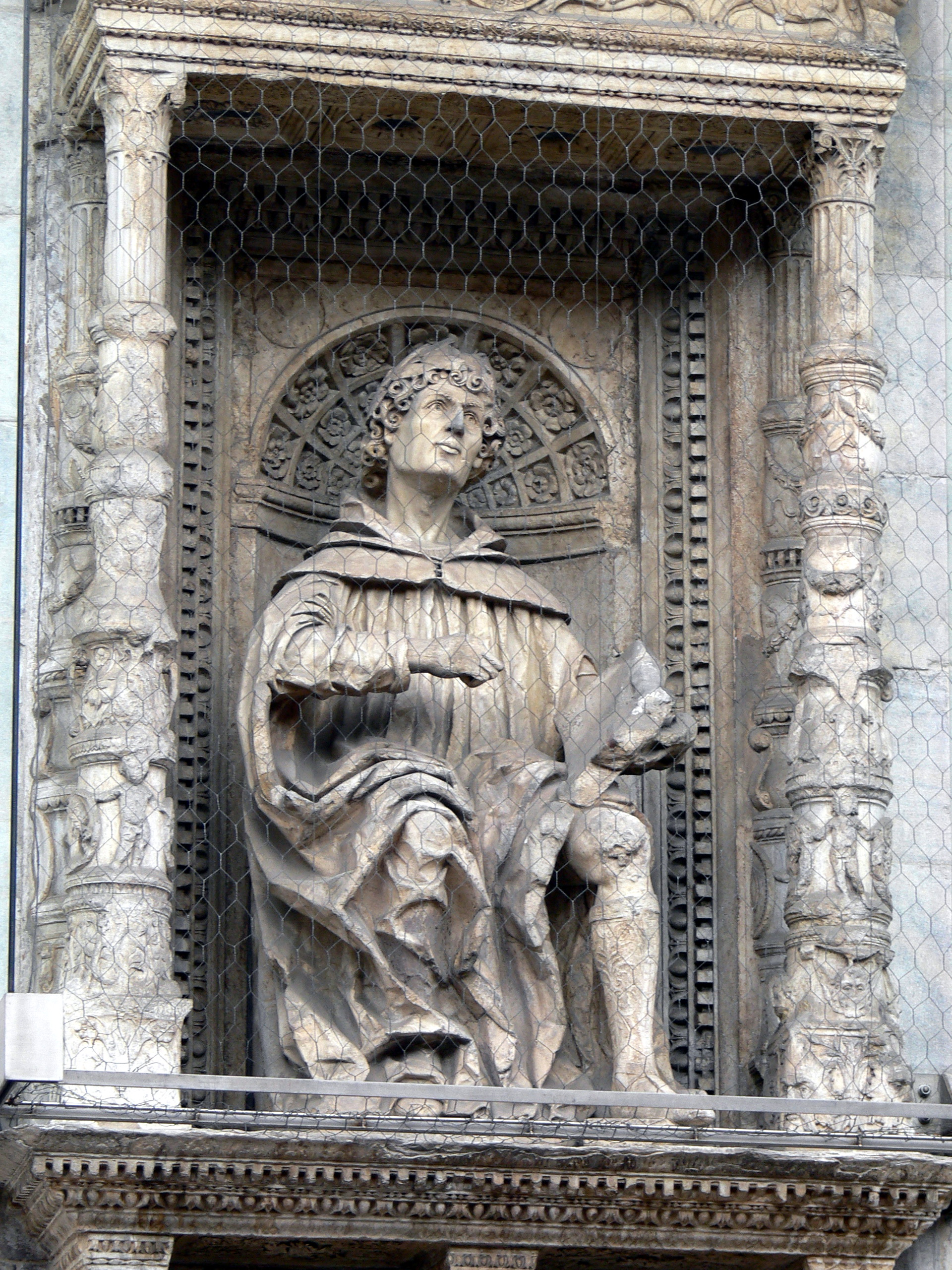
Staty föreställande Plinius den yngre på fasaden av katedralen Santa Maria Maggiore i Como.

Gaius Plinius Cecilius Secundus, mer känd som Plinius den yngre, född cirka 63 i Como, död cirka 113 i Bithynien, var en romersk jurist, författare och senator.

## Biografi
Liksom fosterfadern och morbrodern Plinius den äldre härstammade han från Comum (på italienska Como) och gjorde sig tidigt känd som talare, skolad av tidens främste vältalighetslärare, Marcus Fabius Quintilianus med Cicero som stilmönster. Han gjorde karriär på ämbetsmannabanan och var under sin kejserlige vän och gynnare Trajanus ståthållare i Bithynien. Bland hans tal har endast ett prov bevarats, äreminnet (Panegyricus) över Trajanus med anledning av Plinius utnämning till konsul 100 e.Kr.
För senare tider är han mest känd för sin omfattande korrespondens, som publicerades i tio böcker. Den tionde boken innehåller brevväxling mellan Plinius och kejsar Trajanus och har troligen publicerats först efter Plinius död. I ett av dessa brev, benämnt X 96, omnämns kristendomen för första gången i romerska källor. Plinius berättar för kejsaren att han är osäker på hur han skall hantera det juridiska läget. ”När någon anklagas för att vara kristen brukar jag hantera det så att jag direkt personligen frågar vederbörande om den är kristen. Jag frågar detta både två och tre gånger och ser till att klargöra allvaret i situationen. Om den anklagade står fast vid sitt svar skickar jag den till avrättning”. 
Plinus beskriver vidare hur han har handlagt processen mot två kristna kvinnor som han torterat och ber om råd hur han bör agera framöver i liknande fall. De är helt utan någon kriminalitet. Han konstaterar att det enda de gör är ”att träffas på bestämda dagar före gryningen för att sjunga en psalm till Kristus som Gud, att svära en helig ed att aldrig begå brott, stjäla eller råna någon, att aldrig vara otrogna, bryta ett löfte eller missa att lämna tillbaka lånade pengar”. 
Trajanus skriver i sitt svar (X 97) att Plinius har gjort rätt, men att ”i sådana här lägen är det inte lämpligt att agera hårt och nitiskt” utan istället manar kejsaren till rättssäkert agerande och fördragsamhet, så länge de anklagade ångrar sina förseelser.